# Bakonybánk
Bakonybánk es un pueblo ubicado en el distrito de Kisbér, condado de Komárom-Esztergom, Hungría.

## Superficie
Posee una superficie de 15,06 kilómetros cuadrados.

## Demografía
Hasta 2022 la población era de 407 habitantes, con una densidad de población de 27,03 habitantes por kilómetro cuadrado.